# Pàrtia

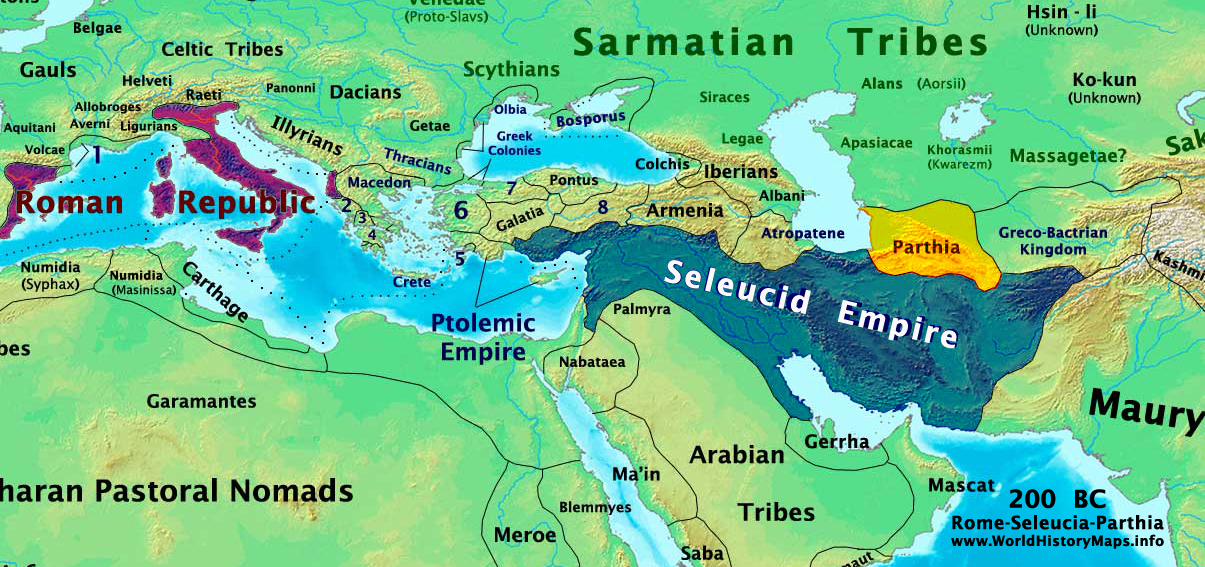
La regió de Pàrtia (en groc), durant l'Imperi romà (en morat) any 200 aC.

Pàrtia va ser el nom d'una regió d'Àsia, més coneguda per haver estat la base política i cultural de la dinastia Arsàcida, els governants de l'Imperi Part. El nom de parts deriva del terme llatí Parthia, que deriva de la paraula Parthava, un terme en antic persa que significa «dels parts», és a dir, la designació dels parts en la seva pròpia llengua, el poble que habitava aquelles terres.

## Situació geogràfica
Pàrtia correspon aproximadament a la meitat occidental de la regió de Khorasan, al nord-est de l'Iran. Tradicionalment era una regió que limitava a l'oest amb la mar Càspia, envoltada per la serralada Kopet Dag al nord i el desert de Dasht-e-Kavir al sud. Antigament estava rodejada per les regions de: Mèdia (tropatene) a l'oest, Hircània al nord-oest, Margiana al nord-est i Aria al sud-est.

## Ocupacions històriques
Al llarg de la història aquesta regió va estar ocupada i governada per diferents pobles:
- Al segle vi aC s'establí la satrapia de Pàrtia, que persistí en temps dels aquemènides i dels selèucides.[1] Es distingeixen dos subperíodes:

- Del 550 aC al 330 aC, governada per la dinastia aquemènida, iniciada per Cir II el Gran.
- Del 330 aC al 247 aC, governada pels descendents de Seleuc I Nicàtor, lloctinent d'Alexandre el Gran.

- Entre el 249 aC fins a l'any 231 dC fou el nucli de l'Imperi Part, enemic sempitern de la República Romana i de l'Imperi Romà. (Vegeu:Guerres Pàrtiques)[4]
- Imperi Persa Sassànida (226 - 651), iniciat amb la conquesta per Arsaces.[5] En aquesta època la regió es va expansionar fins al golf pèrsic i l'oceà Índic, tenint com a frontera natural el riu Eufrates a l'oest i el desert de Palmira.[6]

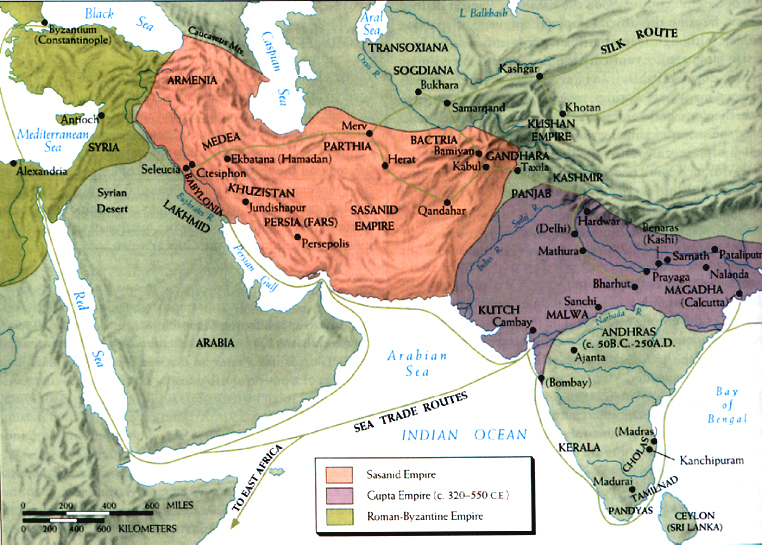
Pàrtia (taronja) en l'època de l'imperi sassànida.

## Informació
Bona part de la informació sobre aquesta regió procedeix d'historiadors grecs i romans, ja que en la cultura dels parts, la seva literatura, que era majoritàriament de transmissió oral, s'ha perdut i només es conserven còpies tardanes de l'època sassànida.